# Chorus sine nomine
Der Chorus sine nomine (lat. = Chor ohne Namen) ist ein gemischter Laienchor aus Wien, der 1991 von Johannes Hiemetsberger als Studentenchor gegründet wurde.
Das Repertoire des Chores umfasst u. a. Werke von Johann Sebastian Bach, Felix Mendelssohn Bartholdy und Johannes Brahms. Neben den klassischen Komponisten widmet sich der Chor auch zeitgenössischer Musik. So befinden sich Lieder von Steve Reich in seinem Repertoire, und an Komponisten wie Wolfgang Sauseng, J. Peter Koene, Gunnar Eriksson, Lukas Haselböck und Simon Oberleitner wurden Kompositionsaufträge vergeben. Der Chor konzertiert regelmäßig unter anderem mit Martin Haselböck, Stefan Gottfried, dem L’Orfeo Barockorchester und dem Concentus Musicus; er hatte Auftritte in Hamburg (2017), Wien (2019, 2023, 2024) und bei den Salzburger Festspielen (2022).

## Kritiken
Dem Chor wird auf seinen Veröffentlichungen „ein großes Können“ bescheinigt, und dass er „fast immer homogen“ agiert. Der Komponist Balduin Sulzer bezeichnet den Chor in der Kronen Zeitung als ein „Wunderensemble, das im Bereich von Klangkultur und Dynamikgestaltung eine schwer beschreibbare Vollkommenheit erreicht hat.“ Für eine Bruckner-Interpretation wurden „Töne wie Samt und Seide, vom Bass bis zum Alt“ bescheinigt.

## Auszeichnungen
- 1995: Österreichisches Bundesjugendsingen (Erster Preis)
- 2000: Ferdinand-Grossmann-Preis
- 2000: Cheer Formosa International Choral Festival, Taiwan, 2000, als Vertreter Österreichs
- 2001: Let the Peoples Sing (Erster Preis)
- 2010: Ö1 Pasticciopreis im März 2010 für die Gesamteinspielung der Motetten von J.S.Bach
- 2011: Anerkennungspreis für Bühnenkunst des Landes Oberösterreich für das Programm „tuuli“[5]
- Internationaler Chorwettbewerb in Tours
  - Kategorie „Gemischter Chor“ (Erster Preis)
  - beste Interpretation (Sonderpreis)
  - Grand Prix der Stadt Tours für die höchste beim Wettbewerb erreichte Gesamtbewertung
- Internationaler Chorbewerb in Spittal an der Drau
  - Kategorie B (Erster Preis)
  - Kategorie A (Zweiter Preis)
  - höchste Gesamtbewertung

## Veröffentlichungen
- 2001: Anonymus XX
- 2003: Wolfgang Sauseng – Passio Iesu secundum Ioannem
- 2005: Frank Martin – Messe für Doppelchor
- 2006: Leonhard Bernstein – Mass
- 2008: Voices of Nature
- 2009: Johann Sebastian Bach – Motetten
- 2010: Felix Mendelssohn Bartholdy – Lobgesang
- 2010: The Sound of Weimar
- 2011: The Marriage of Heaven and Hell
- 2012: Steve Reich, The Desert Music
- 2013: Johannes Brahms – Ein deutsches Requiem
- 2014: Miserere
- 2017: Romantik rediscovered